# Evaldo Rui
Evaldo Rui Barbosa (Rio de Janeiro, 9 de abril de 1913 — Rio de Janeiro, 4 de agosto de 1954) foi um compositor e radialista brasileiro.
Teve um romance com Elizeth Cardoso, quando a cantora ainda iniciava a carreira artística.

## Biografia
Evaldo Rui começou no rádio nos anos 30 com seu irmão Haroldo Barbosa. Seu primeiro trabalho foi na Rádio Philips, como contra-regra nos programas Casé e Horas do Outro Mundo, tornando-se logo um comentarista esportivo. Trabalhou também nas estações de rádio Educadora, Guanabara, Nacional, Cajuti e finalmente Mauá, onde ele era diretor artístico.
Rui também trabalhou na televisão para a TV Tupi e TV Record, de São Paulo.
Em 1943 ele iniciou uma parceria com Custódio Mesquita, com quem ele ia escrever cerca de 20 canções românticas. O primeiro foi o bolero-canção "Pra que Viver" (1943). Entre os mais bem sucedidos foram: "Promessa," "Como os Rios que Correm para o Mar," e "Valsa do Meu Subúrbio" (1943), todos gravados por Sílvio Caldas; "Rosa de Maio" e "Gira, Gira, Gira", gravado por Carlos Galhardo; e "Valsinha do Turi-Turé", gravado por Linda Batista. Em 1950, seu samba "Nega Maluca" (com Fernando Lobo) foi um grande sucesso no Carnaval, interpretado por Linda Batista.